# Mubarak Al-Sabah
Sheikh  Mubarak bin Sabah Al-Sabah, KCSI, KCIE (1837 - 1915), còn có danh hiệu là "Vĩ đại" vua nước Kuwait từ 1896 tới năm 1915.
Mubarak Al-Sabah ra đời năm 1837, con của Sabah II Al-Sabah. Ngày 18 tháng 5 năm 1896, sau cuộc âm mưu giết chết hoàng huynh Muhammad Al-Sabah thì Mubarak lên ngôi emir Kuwait, trở thành emir thứ bảy của nhà Al-Sabah. Mubarak là cha của hai vị emir Kuwait Jaber II Al-Sabah và Salim Al-Mubarak Al-Sabah.